# Peperomia falsa
Peperomia falsa är en pepparväxtart som beskrevs av Arthur William Hill. Peperomia falsa ingår i släktet peperomior, och familjen pepparväxter. Inga underarter finns listade i Catalogue of Life.